# Prosoplus villaris
Prosoplus villaris là một loài bọ cánh cứng trong họ Cerambycidae.